# Parc naturel de la Albufera de Majorque
Le Parc Naturel de la Albufera de Majorque (en majorquín Parc Natural de S'Albufera de Mallorca) est un espace naturel protégé espagnol situé dans l'île de Majorque, communauté autonome des Îles Baléares. Il s'agit de la zone humide la plus étendue et la plus importante des Îles Baléares. 
Le parc naturel occupe près de 1700 hectares, dont 445 d'eau douce. C'est une ancienne lagune séparée de la mer par un cordon de dunes qui pendant des siècles, sous l'impact de l'action humaine, a été comblée de sédiments, jusqu'à devenir une grande plaine inondable.
La végétation est composée essentiellement de roselières et de tamaris, avec des buissons et des prairies humides.
Le parc héberge une grande diversité d'espèces de flore et faune, dont plus de 250 espèces d'oiseaux, selon la plateforme eBird, et 13 d'entre elles qualifient le site comme IBA (Important Bird and Biodiversity Area) ou KBA (Key Biodiversity Area). Les espèces d'oiseaux les plus remarquables sont le héron cendré, la spatule, la nette rousse, le canard colvert, le grèbe à cou noir ou la foulque macroule. Le lieu est aussi un point d'hibernation pour le martin pêcheur.

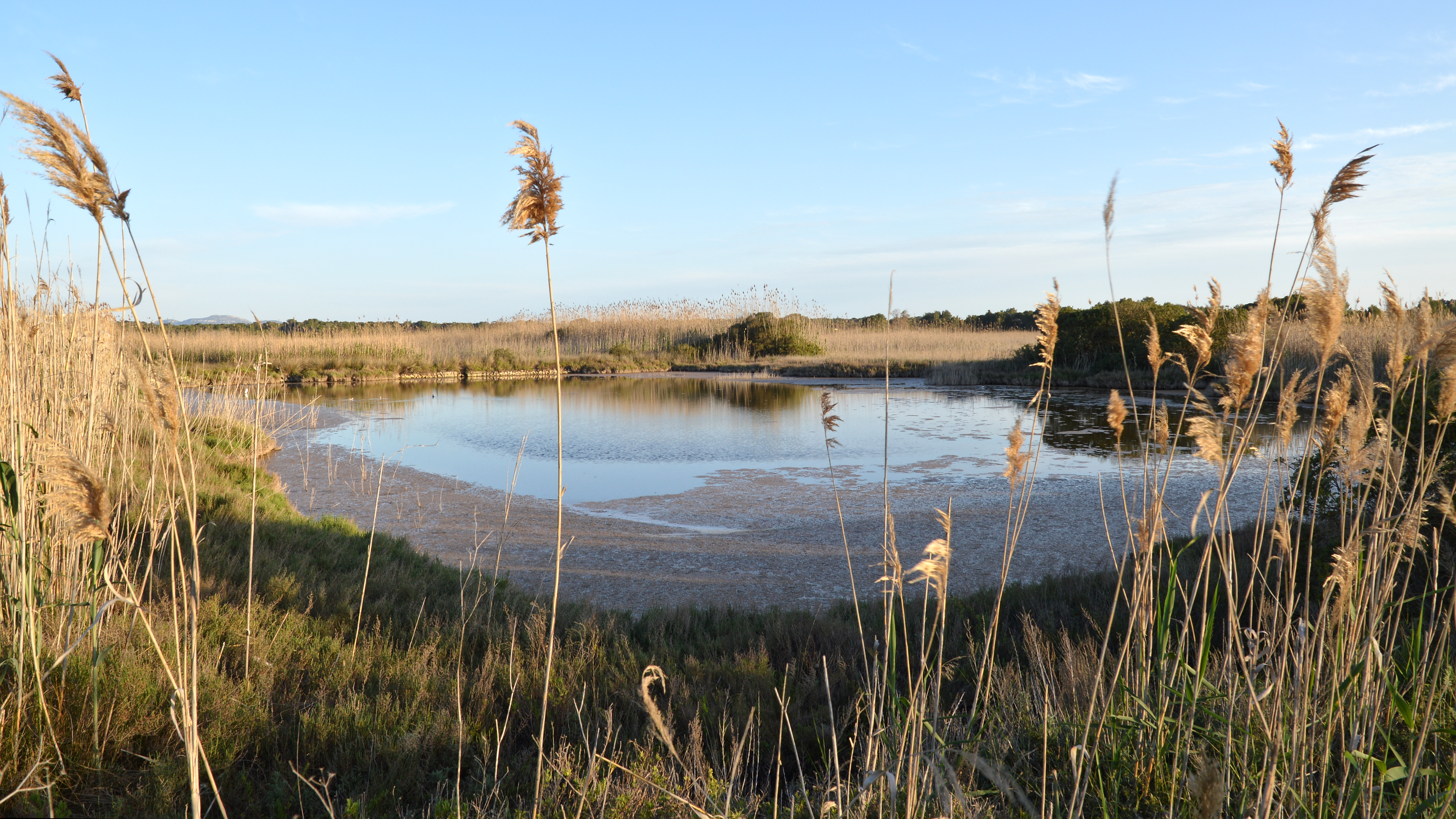
Ses salinetes. Albufera de Mallorca.

On trouve par ailleurs différentes espèces de poissons, reptiles, amphibiens et invertébrés.
La végétation est composée essentiellement de roselières et de tamaris, avec des buissons et des prairies humides.